# Décès en 1406
Décès
- 1402
- 1403
- 1404
- 1405
- 1406
- 1407
- 1408
- 1409
- 1410

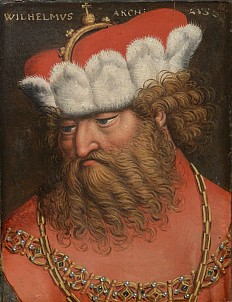
Guillaume d'Autriche, mort en 1406.

Cette page dresse une liste de personnalités mortes au cours de l'année 1406 :
- janvier : Claus Sluter, sculpteur d'origine hollandaise au service des ducs de Bourgogne, mort à Dijon[1].
- 1er janvier : Przemysław, duc d'Oświęcim.
- 16 janvier : Francesco II da Carrara, condottiere italien, exécuté dans sa prison[2].
- 17 mars : Abd al-Rahman ibn Muhammad ibn Khaldûn, historien, sociologue et philosophe arabe, au Caire.
- 4 avril : Robert III d'Écosse, né Jean Stewart, roi d'Écosse.
- 4 mai : Coluccio Salutati Stignano ou Lino Coluccio, humaniste, chancelier de la République florentine.
- 18 mai : Balthazar de Thuringe, conjointement margrave de Misnie et landgrave de Thuringe puis seul Landgrave de Thuringe.
- 09 ou 10 juin : Guillaume de Menthonay, évêque de Lausanne.
- 15 juin : Guillaume d'Autriche, duc d'Autriche intérieure, d'Autriche antérieure et du Tyrol.
- 25 juillet : Francesco di Bartolo, connu également comme Francesco da Buti, personnalité politique, un critique littéraire italien et un des premiers commentateurs de la Divine Comédie.
- 23 août : Henri le Despenser, évêque de Norwich.
- 24 août : Miguel de Zalba, cardinal espagnol.
- 16 octobre: Aymeric de Peyrac, moine et historien.
- 16 septembre : Cyprien métropolite de Kiev.
- 1er novembre : Jeanne de Brabant, duchesse de Brabant et de Limbourg.
- 6 novembre : Innocent VII, ou Cosimo de' Migliorati ou Cosmato Gentile de' Migliorati, pape de l’Église catholique.
- 25 décembre : Henri III de Castille, parfois appelé Henri le Maladif ou Henri l'Infirme, est roi de Castille, de León, de Galice, de Tolède, de Séville, de Cordoue et de Murcie.
- 29 décembre : Maria de Luna, riche héritière aragonaise, devenue reine consort d'Aragon.
- Hiver 1406-1407 : Tokhtamysh, khan de la Horde d'or[3].

date précise inconnue
- avant le 8 mars : Pietro de' Natali, évêque italien, auteur d'ouvrages hagiographiques.
- Al-Mutawakkil Ier, ou Abû `Abd Allah al-Mutawakkil `alâ Allah, calife abbasside au Caire.
- Bunei, aussi connu sous le nom Wuning, est le dernier roi de Chūzan, un des trois royaumes de l'île d'Okinawa avant qu'il ne soit intégré dans le royaume de Ryūkyū par Shō Hashi.
- Aldobrandino da Polenta, homme politique italien, seigneur de Ravenne de la famille da Polenta.
- Marguerite de Rohan, noble bretonne issue de la famille de Rohan.
- Nicola Spinelli, jurisconsulte et homme politique au service de la Reine Jeanne ainsi que des papes Urbain V et Grégoire XI, promoteur du royaume de Naples auprès de la Cour pontificale, garde des Sceaux du royaume de Naples, comte de Gioia, sénéchal de Provence (1370-1376), capitaine pontifical et sénéchal du Piémont, puis rand chancelier du royaume de Naples.

date incertaine (vers 1406)
- Maredudd ap Tudur, noble gallois.

## Crédit d'auteurs
- Cet article est partiellement ou en totalité issu de l'article intitulé « 1406 » (voir la liste des auteurs).